# Woh 7 Din
Woh Saat Din, lub Woh 7 Din to bollywoodzki  film z 1983 roku. W rolach głównych Anil Kapoor, Padmini Kolhapure i Naseeruddin Shah. To pierwsza główna rola Anil Kapoora. Muzyka - duet Laxmikant-Pyarelal. Film jest remake'm tamilskiego filmu K. Bhagyaraja Antha Ezhu Naatkal.
Film Hum Dil De Chuke Sanam ma odniesienia do tego filmu.

## Fabuła
Panna młoda (Padmini  Kolhapure) z twarzą wypraną z uczuć przed założeniem jej na szyję mangalsutry, powtarza mechanicznie, że będzie dbać o męża w radości i smutku. Święty ogień płonie. Goście spoglądają wyczekująco. Kapłan mówi o siedmiu okrążeniach, które symbolizują siedem wcieleń, siedem żyć podczas których małżonkowie będą się wzajemnie dopełniać. Twarz pana młodego (Naseeruddin Shah) nie wyraża żadnej radości. W noc poślubną dr Anand ratuje swoją tylko co poślubioną żonę Mayę od śmierci po zażyciu trucizny. Wstrząśnięty prosi ją, by podzieliła się z nim swoim bólem opowiadając, co popchnęło ja do samobójstwa. Wysłuchawszy opowieści o miłości Mayi do biednego ulicznego muzykanta z Pendżabu, doktor postanawia odnaleźć Prema Pratapa (Anil Kapoor) i połączyć rozdzielonych kochanków. Prosi Mayę tylko o jedno, aby jego umierającej matce (Dina Pathak) stworzyła złudzenie, że odchodząc zostawia swoją wnuczkę Chandę i owdowiałego syna w dobrych rękach.

## Obsada
- Anil Kapoor – Prem Pratap
- Padmini Kolhapure – Maya Anand
- Naseeruddin Shah – Dr. Anand
- Raju Shrestha – Chottu (jako Master Rajoo)
- Nilu Phule – Maya's Nanaji (as Niloo Phule)
- Dina Pathak – Savitri (mama Ananda)
- Ashalata Wabgaonkar – matka Mayi  (jako Asha Lata)
- Baby Suchita  – Chanda Anand

## Piosenki
1. Anari Ka Khelna
2. Mere Dil Se Dillagi Na Kar !!!
3. Pyar Kiya Nahin Jata Ho Jata Hain